# اژدها: داستان بروس لی (بازی ویدئویی)
اژدها: داستان بروس لی ( به انگلیسی Dragon: The Bruce Lee Story ) عنوان یک بازی ویدئویی محصول سال ۱۹۹۳ میلادی است که براساس فیلمی به همین نام ساخته و عرضه شده است.